# فلز درهم‌تنیده (مجموعه بازی)
فلز درهم‌تنیده (به انگلیسی: Twisted Metal) عنوان یک مجموعه بازی ویدئویی به سبک ماشین جنگی است که توسط سازندگان مختلفی از جمله سونی اینتراکتیو و سینگل تراک توسعه یافته و سونی کامپیوتر انترتینمنت آن را منتشر کرده است. این سری بازی کار خود را از سال ۱۹۹۵ بر روی کنسول پلی‌استیشن آغاز کرد و در حال حاضر دارای هشت قسمت مجزا است. در زمان ساخت اولین سری، دیوید جفی (طراح بازی) و تیم او با نام سینگل تراک شناخته می‌شدند. داستان بازی در سال ۲۰۰۵ در شهر لس آنجلس، درباره مسابقاتی به نام فلز درهم‌تنیده بین خودروها و وسایل نقلیه تیون شده توسط فردی مرموز به نام کالیپسو برگزار می‌شود. برنده این مسابقات، توسط کالیپسو هر آرزویی که داشته باشد برایش برآورده می‌کند.

## دیگر رسانه ها
درسال ۲۰۲۱،سونی ساخت سریالی را براساس این بازی اعلام کرد.
سریال فلز درهم‌تنیده،درتاریخ ۲۷ جولای ۲۰۲۳ توسط پیکاک منتشر شد.